# Bythocypris affinis
Bythocypris affinis is een mosselkreeftjessoort uit de familie van de Bythocyprididae. De wetenschappelijke naam van de soort is voor het eerst geldig gepubliceerd in 1886 door Brady.